# Inmunodeficiencia combinada grave por déficit de adenosina desaminasa
La inmunodeficiencia combinada grave por déficit de adenosina desaminasa es una enfermedad congénita y hereditaria que se caracteriza por deficiencia de la inmunidad celular y de la inmunidad humoral. Por ello se clasifica dentro del grupo de las inmunodeficiencias combinadas graves, junto a otros trastornos que provocan síntomas parecidos.

## Frecuencia
Se presenta un caso por cada entre 200 000 y 1 000 000 de niños nacidos, por lo cual se considera una enfermedad rara. Representa entre el 10 % y el 15 % de todos los casos de inmunodeficiencia combinada grave. Se transmitie de padres a hijos según un patrón autosómico recesivo.

## Causa

La Inmunodeficiencia combinada grave por déficit de adenosina desaminasa se transmite con un patrón autosómico recesivo

Está causada por una mutación localizada en el cromosoma 20 humano que provoca una deficiencia de la enzima adenosina desaminasa. Esta enzima tiene la función de transformar la adenosina en inosina y la desoxiadenosina en desoxiinosina. La deficiencia enzimática provoca un cuadro de inmunodeficiencia combinada severa a través de varios mecanismos, uno de ellos es la acumulación de metabolitos de adenina que son tóxicos para los linfocitos, dificultan la síntesis de ADN e impiden la multiplicación de estas células que son claves para el adecuado funcionamiento del sistema inmunológico.

## Pruebas de laboratorio
Existe disminución en sangre del número de linfocitos T y linfocitos B.

## Síntomas
La forma de presentación es variable, lo más habitual es la aparición en el niño afectado de infecciones graves desde poco después del momento del nacimiento, incluyendo infecciones respiratorias e infecciones intestinales que causan diarrea. Puede existir afectación neurológica, sordera neurosensorial y otras manifestaciones en el esqueleto y el hígado. En ocasiones el trastorno es más leve y los primeros síntomas no aparecen hasta después de los cuatro años.

## Tratamiento
El tratamiento recomendado es realizar un trasplante de células madre hematopoyéticas o la terapia de reemplazo enzimático, administrando periódicamente la enzima deficiente. También puede utilizarse la terapia génica.
En septiembre de 1990, el Dr. William French Anderson llevó a cabo la primera terapia génica para combatir esta enfermedad en una niña de cuatro años, Ashanti DeSilva, en los Institutos Nacionales de Salud de Bethesda (Maryland, EE. UU.) En abril de 2016, el Comité de Medicamentos de Uso Humano de la Agencia Europea del Medicamento avaló y recomendó la aprobación de una terapia génica con células madre denominada Strimvelis, para niños con ADA-SCID para los que no se dispone de un donante de médula ósea compatible.